# (5377) Komori
(5377) Komori est un astéroïde de la ceinture principale.

## Description
(5377) Komori est un astéroïde de la ceinture principale. Il fut découvert le 17 mars 1991 à Kiyosato par Satoru Ōtomo et Osamu Muramatsu. Il présente une orbite caractérisée par un demi-grand axe de 2,19 UA, une excentricité de 0,06 et une inclinaison de 3,0° par rapport à l'écliptique.

## Compléments